# جنوب بريستول (دائرة انتخابية في المملكة المتحدة)
جنوب بريستول (بالإنجليزية: Bristol South)‏ هي إحدى الدوائر الانتخابية في المملكة المتحدة الممثلة في مجلس العموم في برلمان المملكة المتحدة.
عضو البرلمان الذي يمثلها حالياً هو :Rt Hon Dawn Primarolo (Lab).